# رشيدي كاواوا
رشيدي مفوم كاواوا (بالإنجليزية: Rashidi Kawawa)‏ (27 مايو 1924 - 31 ديسمبر 2009) سياسي ورجل دولة تنزاني شغل لمدة طويلة منصب نائب رئيس جمهورية تنزانيا.  كان رئيس وزراء تنجانيقا في عام 1962 وتنزانيا في الفترة من 1972 إلى 1977. كان الحاكم الفعلي للبلاد في الفترة من يناير إلى ديسمبر 1972 بينما قام جوليوس نيريري بجولة في الريف. كان كاوا مدافعا قويا عن النزعة الاقتصادية. شغل فيما بعد منصب وزير الدفاع من 1977 إلى 1980.

بعد تقاعده، بقي تأثيره خلف الكواليس في السياسة التنزانية.

## سيرته
ولد رشيدي كاواوا في ماتونده في مقاطعة سونجيا بتنجانيقا في 27 مايو 1924 وتلقّى تعليمه في مدرسة دار السلام الثانوية فالمدرسة الثانوية الأميرية بتابورا. وقد اشتغل في إدارة التنمية الاجتماعية بحكومة تنجانيقا، ثم أصبح رئيساً لرابطة تنجانيقا الأفريقية للخدمة المدنية‌ ، وفي عام 1955 قدم استقالته وبدأ في تشكيل حركة عمالية‌، فأنشأ اتحاد العمل التنجانيقي وتولّى منصب سكرتيره العام ثم منصب الرئيس، كما أصبح عضواً في اللجنة المركزية لحزب ثانو. وفي انتخابات 1958-59 أصبح عضواً بمجلس تنجانيقا التشريعي. وفي أغسطس 1960 أُعيد انتخابه نائباً للمقاطعة الجنوبية ثم عُيِّن وزيراً للحكم المحلي، وفي أبريل 1961 عُيِّن وزيراً بلا وزارة لمعاونة رئيس الوزراء جوليوس نيريري حتى 1962. وعين نائباً لرئيس جمهورية تنجانيقا من ديسمبر 1962 - 1964، ثم عين عام 1964 نائباً ثانياً لرئيس جمهورية تنزانيا المتحدة، كرئيس لإقليم تنجانيقا. يشتغل في الوقت نفسه منصب رئيس وزراء تنزانيا. 

وبعد انتخابات 1975 أصبح النائب الأول للرئيس نيريري، رئيس الجمهورية، محتفظاً برئاسة الوزارة. أُبعد عن هذا المنصب في 1977 وكُلِّف بعده منصب وزارية منها وزارة الدفاع (1977 - 1980) ووزير دولة (1980).

توفي كاوا في 31 ديسمبر 2009 في دار السلام عن عمر يناهز 85 عامًا.

## جوائز
- جامعة ماكيريري، شهادة فخرية، دكتوراه في القانون (بعد الوفاة)
- جامعة دودوما، شهادة فخرية، هونوريس كوزا (بعد وفاته) ، 26 نوفمبر 2010